# قرية ليبرتي (نيويورك)
قرية ليبرتي (بالإنجليزية: Liberty (village), New York)‏ هي منطقة سكنية تقع في الولايات المتحدة في مقاطعة سوليفان، نيويورك. يقدر عدد سكانها بـ 4,392 نسمة ومساحتها 6.2 كم2 وترتفع عن سطح البحر 459 متر.

## التركيبة السكانية
حدّد مكتب تعداد الولايات المتحدة بيانات التركيبة السكانية لقرية ليبرتي في تعداد الولايات المتحدة. في ما يلي، التركيبة السكانية حسب تعدادي 2000 و2010.

### تعداد عام 2000
بلغ عدد سكان قرية ليبرتي 3,975 نسمة بحسب تعداد عام 2000، وبلغ عدد الأسر 1,646 أسرة وعدد العائلات 893 عائلة مقيمة في القرية. في حين سجلت الكثافة السكانية 584.6 نسمة لكل كيلومتر مربع (1,514.1/ميل2). وبلغ عدد الوحدات السكنية 2,071 وحدة بمتوسط كثافة قدره 304.6 لكل كيلومتر مربع (788.9/ميل2).
وتوزع التركيب العرقي للقرية بنسبة 76.58% من البيض و13.89% من الأمريكيين الأفارقة و0.30% من الأمريكيين الأصليين و1.94% من الأمريكيين ذوي الأصول الآسيوية و5.38% من الأعراق الأخرى و1.91% من عرقين مختلطين أو أكثر و14.21% من الهسبانيون أو اللاتينيون من أي عرق.
بلغ عدد الأسر 1,646 أسرة كانت نسبة 32.7% منها لديها أطفال تحت سن الثامنة عشر تعيش معهم، وبلغت نسبة الأزواج القاطنين مع بعضهم البعض 32.8% من أصل المجموع الكلي للأسر، ونسبة 16.5% من الأسر كان لديها معيلات من الإناث دون وجود شريك، بينما كانت نسبة 5% من الأسر لديها معيلون من الذكور دون وجود شريكة وكانت نسبة 45.7% من غير العائلات. تألفت نسبة 38.4% من أصل جميع الأسر من عدة أفراد يعيشون في نفس المنزل ونسبة 17.2% كانت تتألف من شخص يعيش بمفرده يبلغ من العمر 65 عاماً أو أكثر. وبلغ متوسط حجم الأسرة المعيشية 2.30، أما متوسط حجم العائلات فبلغ 3.09.
بلغ العمر الوسطي للسكان 40.0 عاماً. وكانت نسبة 25.5% من القاطنين تحت سن الثامنة عشر، وكانت نسبة 7.3% بين الثامنة عشر والرابعة والعشرين عاماً، ونسبة 24.5% كانت واقعةً في الفئة العمرية ما بين الخامسة والعشرين والرابعة والأربعين عاماً، ونسبة 22.7% كانت ما بين الخامسة والأربعين والرابعة والستين، ونسبة 15.4% كانت ضمن فئة الخامسة والستين عاماً فما فوق. يوجد لكل 100 أنثى 84.8 ذكر، ويوجد لكل 100 أنثى في الثامنة عشر من عمرها فما فوق 80.4 ذكر.
بلغ متوسط دخل الأسرة في القرية 27,903 دولارًا، أما متوسط دخل العائلة فبلغ 35,265 دولارًا. وكان متوسط دخل الذكور 26,823 دولارًا مقابل 27,813 دولارًا للإناث. وسجل دخل الفرد الخاص بالقرية 19,180 دولارًا. وكانت نسبة 12.7% من العائلات ونسبة 15.3% من السكان تحت خط الفقر، وكان من هؤلاء نسبة 14.1% تحت سن الثامنة عشر ونسبة 12% في الخامسة والستين من العمر وما فوق.

### تعداد عام 2010
بلغ عدد سكان قرية ليبرتي 4,392 نسمة بحسب تعداد عام 2010، وبلغ عدد الأسر 1,770 أسرة وعدد العائلات 970 عائلة مقيمة في القرية. في حين سجلت الكثافة السكانية 645.9 نسمة لكل كيلومتر مربع (1,672.9/ميل2). وبلغ عدد الوحدات السكنية 2,163 وحدة بمتوسط كثافة قدره 318.1 لكل كيلومتر مربع (823.9/ميل2).
وتوزع التركيب العرقي للقرية بنسبة 66.48% من البيض و14.94% من الأمريكيين الأفارقة و0.84% من الأمريكيين الأصليين و1.78% من الأمريكيين ذوي الأصول الآسيوية و0.02% من سكان جزر المحيط الهادئ و11.38% من الأعراق الأخرى و4.55% من عرقين مختلطين أو أكثر و25.09% من الهسبانيون أو اللاتينيون من أي عرق.
بلغ عدد الأسر 1,770 أسرة كانت نسبة 29.9% منها لديها أطفال تحت سن الثامنة عشر تعيش معهم، وبلغت نسبة الأزواج القاطنين مع بعضهم البعض 30.2% من أصل المجموع الكلي للأسر، ونسبة 17.8% من الأسر كان لديها معيلات من الإناث دون وجود شريك، بينما كانت نسبة 6.8% من الأسر لديها معيلون من الذكور دون وجود شريكة وكانت نسبة 45.2% من غير العائلات. تألفت نسبة 37.6% من أصل جميع الأسر من عدة أفراد يعيشون في نفس المنزل ونسبة 14.6% كانت تتألف من شخص يعيش بمفرده يبلغ من العمر 65 عاماً أو أكثر. وبلغ متوسط حجم الأسرة المعيشية 2.40، أما متوسط حجم العائلات فبلغ 3.17.
بلغ العمر الوسطي للسكان 37.7 عاماً. وكانت نسبة 24.1% من القاطنين تحت سن الثامنة عشر، وكانت نسبة 10.7% بين الثامنة عشر والرابعة والعشرين عاماً، ونسبة 23.1% كانت واقعةً في الفئة العمرية ما بين الخامسة والعشرين والرابعة والأربعين عاماً، ونسبة 26.9% كانت ما بين الخامسة والأربعين والرابعة والستين، ونسبة 15.2% كانت ضمن فئة الخامسة والستين عاماً فما فوق. وتوزع التركيب الجنسي للسكان بنسبة 48.3% ذكور و51.7% إناث.